# Cascina (stacja kolejowa)
Cascina (wł. Stazione di Cascina) – stacja kolejowa w Cascina, w prowincji Piza, w regionie Toskania, we Włoszech. Znajduje się na linii Leopolda.
Według klasyfikacji RFI ma kategorią srebrną.

## Linie kolejowe
- Leopolda (Florencja – Piza)